# Чувар здравља (лист)
Чувар здравља : недељни лист за хигијенско-социјално васпитање је стручни часопис који је излазио у Београду од 1921. до 1930. године. Издавачи и власници су  Добросав Поповић и Хран. Јоксимовић. У часопису се публикују стручни чланци везани за  хигијену и здравље свих старосних категорија људи.

## O листу
Лист је почео да излази 1921, а престао 1930. године. Прво је излазио недељно, а касније једном месечно.
Прво је имао поднаслов Недељни лист за хигијенско-социјално васпитање, а од 19. броја из 1922. године Часопис за хигијенско-социјално васпитање. Такође је више пута мењао и штампарије, али су оне увек биле из Београда.

### Насловна страна
На насловној страни неких бројева су била два слогана. 
| „ | Нека сваки живи како ваља, јер је сам чувар свога здравља | ” |

| „ | Здравље и знање ствара благостање | ” |

### Периодичност излажења
Прво је излазио једном недељно. Од броја 1 из 1923. године излази сваког 1, 10. и  20. у месецу; од броја 1 1927. године месечно.

### Тематика
Лист се бавио телесним васпитањем, исхраном, здрављем деце, младежи, трудница и здравих људи, хигијеном намирница и њиховом исправношћу за људску исхрану, телесном хигијеном, значајем коже за здравље.

## Занимљивости
У часопису Учитељ је писано о здрављу ученика. Препорука је била да свака школа има ручну апотеку. Сваки дом на селу преко ученика треба да прима лист Чувар здравља, као и популарне брошуре о чувању здравља које Министарство просвете и Министарство здравља треба да дотирају из својих средстава. Ученици би требало да плаћају само четвртину пуне цене.

## Галерија
- Насловна страна броја 6 из 1921. године
- Држање тела при раду, Чувар здравља, број 10 страна 293, 1930.
- Значај коже за здравље, Чувар здравља, број 10, страна 279, 1930.
- Хигијенска култура, Чувар здравља, број 7 и 8, страна 196,1930.
- Школски и домаћи водовод, Чувар здравља, број 7 и 8, страна 202, 1930.
- Кад се вода једанпут добије, доживотно траје, Чувар здравља, број 7 и 8, страна 203, 1930.